# Endotricha flammealis
Endotricha flammealis là một loài bướm đêm thuộc họ họ Pyralidae.

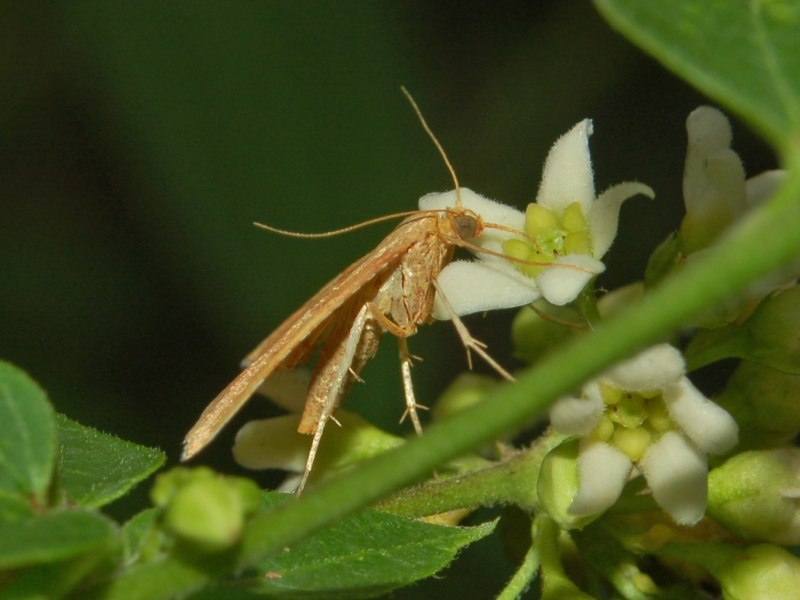
Lateral view

Nó được tìm thấy ở châu Âu và nearby regions: its range extends to Iran (via the Kavkaz), to Liban và Syria, và to the Maghreb. The proposed subspecies carnealis và several supposed varieties seem to be indistinguishable from typical individuals được tìm thấy ở Áo.
Sải cánh dài 18–23 mm. Con trưởng thành bay từ tháng 7 đến tháng 8 in the temperate parts of its range (e.g. in the British Isles) và is attracted to light.
Sâu bướm typically feed on, Common Agrimony (Agrimonia eupatoria) và bilberries (Vaccinium), cũng như on various plant remains và on dry leaves of willows (Salix) và oaks (Quercus).

## Hình ảnh

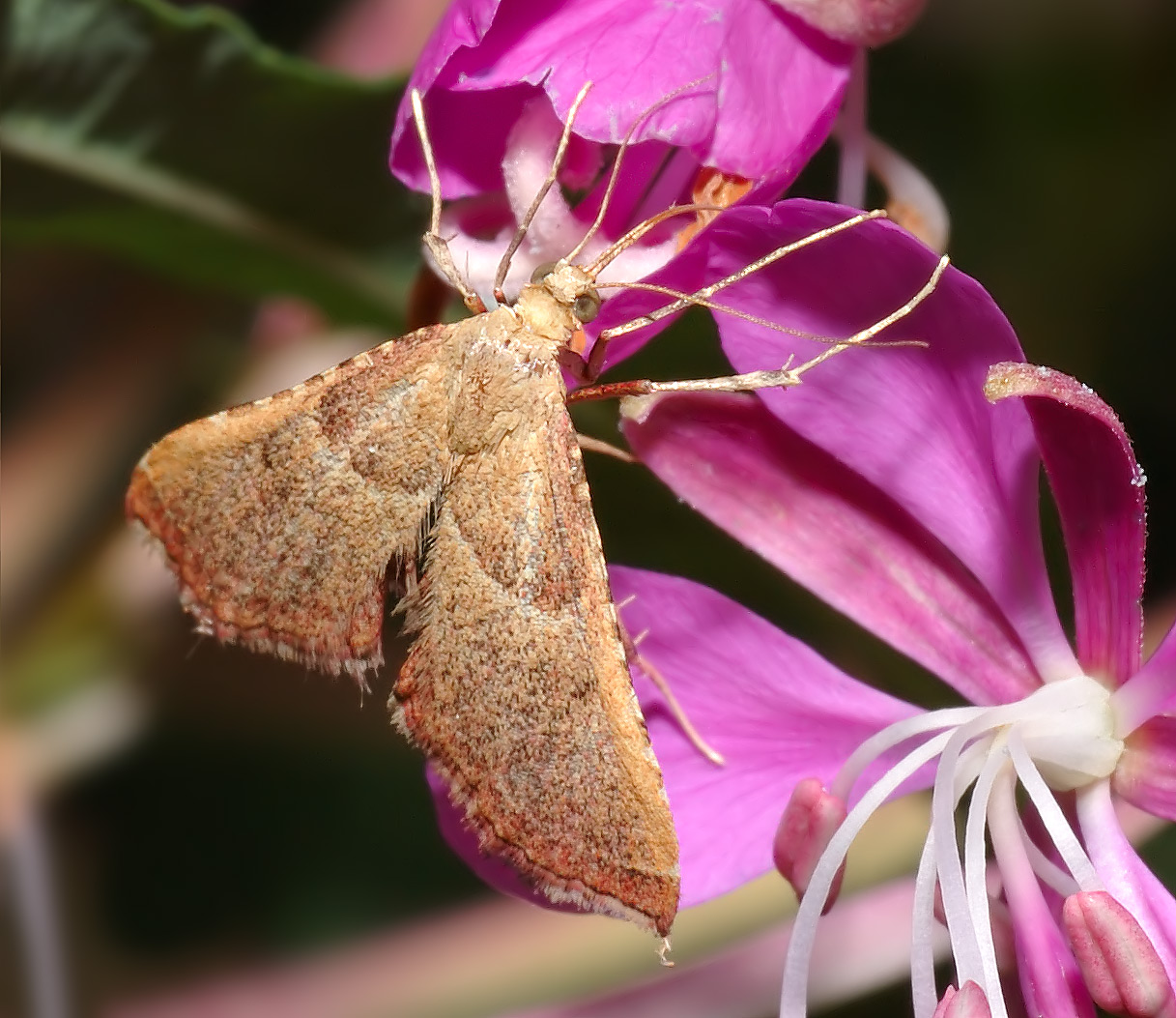
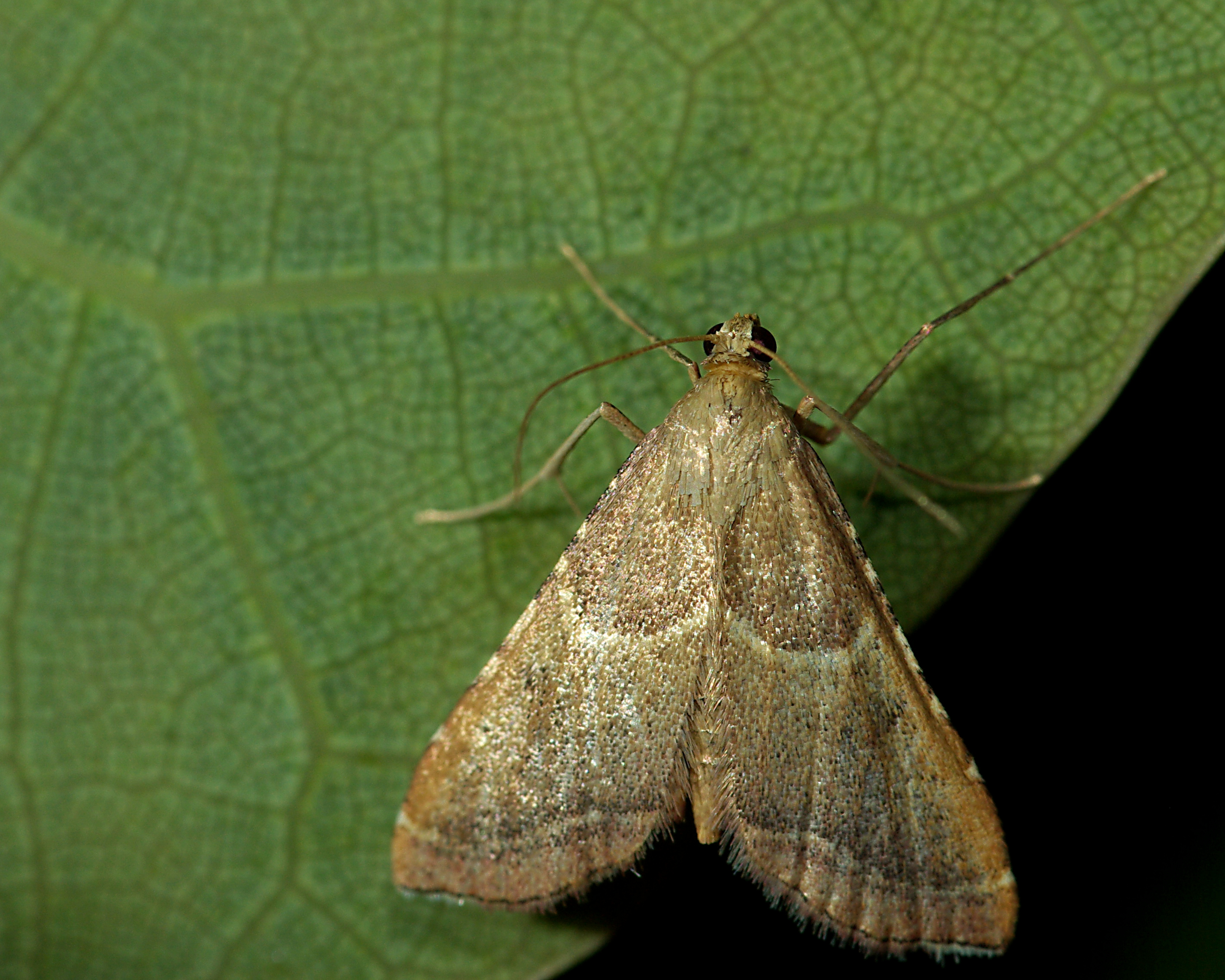
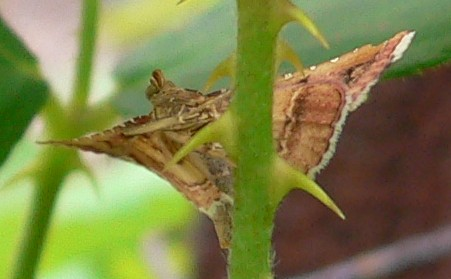
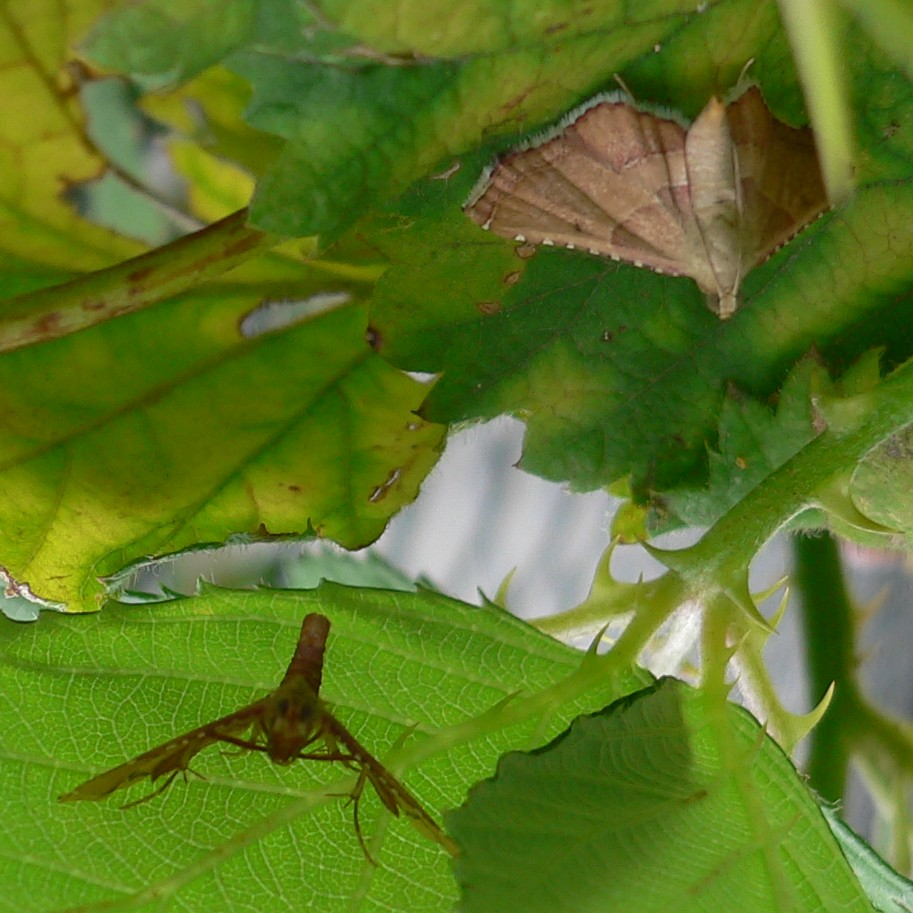